# سيريل إسحاق-سيبيل
سيريل إسحاق-سيبيل هو طبيب وسياسي فرنسي، ولد في 30 أبريل 1958 في 6th arrondissement of Lyon ‏ في فرنسا. نشط حزبياً في الحركة الديمقراطية. وقد انتخب نائب فرنسي عن دائرة Rhône's 12th constituency ‏ وقد انضم خلال فترته النيابية ‏ (21 يونيو 2017 – ) للكتلة البرلمانية The Democrats group ‏.

## وصلات خارجية
- الموقع الرسمي